# مرحله مقدماتی جام جهانی فوتبال ۲۰۰۶
مرحله مقدماتی جام جهانی فوتبال ۲۰۰۶ مجموعه مسابقاتی بود که توسط کنفدراسیون‌های فیفا برگزار شد تا تیم‌های واجد شرایط برای راه‌یابی به جام جهانی فوتبال ۲۰۰۶ مشخص شوند. در مجموع ۱۹۷ تیم به رقابت پرداختند و در پایان ۳۲ تیم (شامل تیم ملی فوتبال آلمان به عنوان میزبان) به جام جهانی فوتبال ۲۰۰۶ راه یافتند.

## تیم‌های راه‌یافته

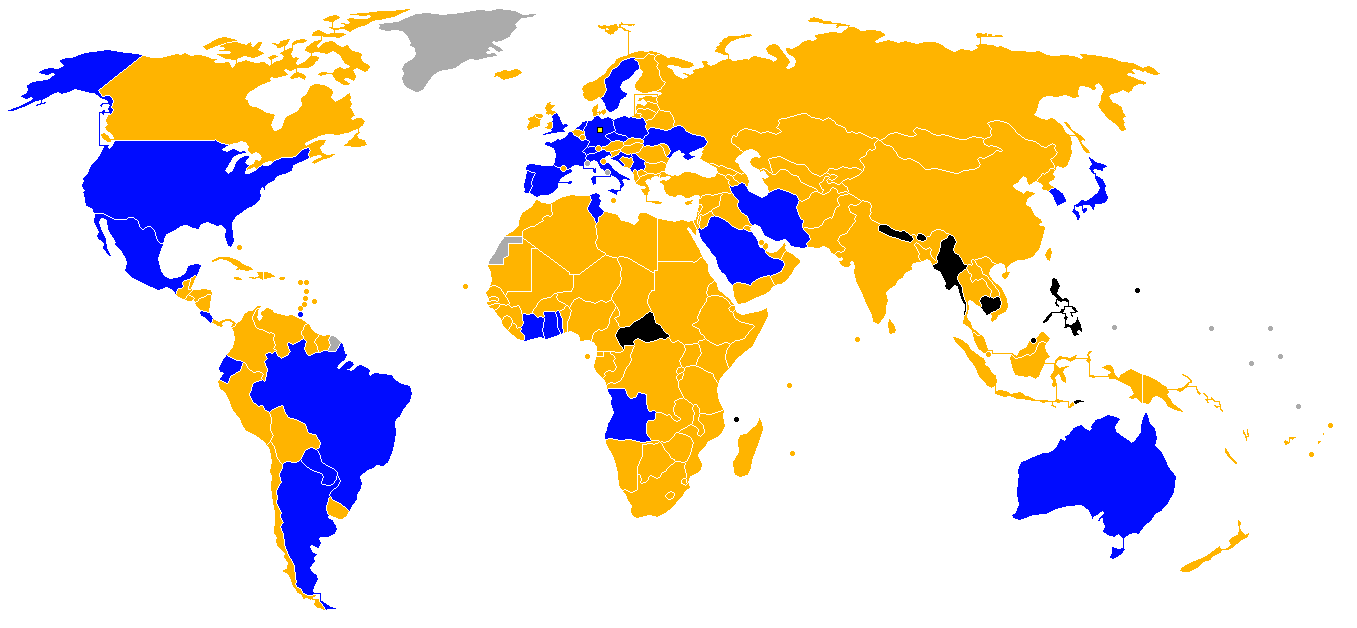
تیم‌های راه‌یافته به جام جهانی
تیم‌هایی که در مرحلهٔ مقدماتی از صعود بازماندند
کشورهایی که به رقابت‌های جام جهانی وارد نشدند
کشورهایی که عضو فیفا نیستند

۳۲ تیم زیر به جام جهانی فوتبال ۲۰۰۶ راه یافتند.
| تیم                 | تاریخ صعود     |
| ------------------- | -------------- |
| آلمان (میزبان)      | ۶ ژوئیه ۲۰۰۰   |
| ژاپن                | ۸ ژوئن ۲۰۰۵    |
| عربستان سعودی       | ۸ ژوئن ۲۰۰۵    |
| کرهٔ جنوبی           | ۸ ژوئن ۲۰۰۵    |
| ایران               | ۸ ژوئن ۲۰۰۵    |
| آرژانتین            | ۸ ژوئن ۲۰۰۵    |
| اوکراین             | ۳ سپتامبر ۲۰۰۵ |
| ایالات متحده آمریکا | ۳ سپتامبر ۲۰۰۵ |
| برزیل               | ۵ سپتامبر ۲۰۰۵ |
| مکزیک               | ۷ سپتامبر ۲۰۰۵ |
| غنا                 | ۸ اکتبر ۲۰۰۵   |
| توگو                | ۸ اکتبر ۲۰۰۵   |
| انگلستان            | ۸ اکتبر ۲۰۰۵   |
| لهستان              | ۸ اکتبر ۲۰۰۵   |
| آنگولا              | ۸ اکتبر ۲۰۰۵   |
| ساحل عاج            | ۸ اکتبر ۲۰۰۵   |
| تونس                | ۸ اکتبر ۲۰۰۵   |
| کرواسی              | ۸ اکتبر ۲۰۰۵   |
| سوئد                | ۸ اکتبر ۲۰۰۵   |
| هلند                | ۸ اکتبر ۲۰۰۵   |
| ایتالیا             | ۸ اکتبر ۲۰۰۵   |
| پرتغال              | ۸ اکتبر ۲۰۰۵   |
| کاستاریکا           | ۸ اکتبر ۲۰۰۵   |
| اکوادور             | ۸ اکتبر ۲۰۰۵   |
| پاراگوئه            | ۸ اکتبر ۲۰۰۵   |
| صربستان و مونته‌نگرو | ۱۲ اکتبر ۲۰۰۵  |
| فرانسه              | ۱۲ اکتبر ۲۰۰۵  |
| چک                  | ۱۶ نوامبر ۲۰۰۵ |
| سوئیس               | ۱۶ نوامبر ۲۰۰۵ |
| اسپانیا             | ۱۶ نوامبر ۲۰۰۵ |
| استرالیا            | ۱۶ نوامبر ۲۰۰۵ |
| ترینیداد و توباگو   | ۱۶ نوامبر ۲۰۰۵ |

## گلزنان برتر
۱۴ گل
- خارد بورگتی

۱۲ گل
- استرن جان

۱۱ گل
- جیمی لوزانو
- پائولتا
- امانوئل آدبایور

۱۰ گل
- رونالدو
- کارلوس رویس

۹ گل
- دیدیه دروگبا
- یان کولر
- علی دایی
- فرانسیسکو فانسکو

۸ گل
- پائول وانچوپ
- الکسی ارمنکو
- اوبافمی مارتینس
- زلاتان ابراهیموویچ